# Parti des travailleurs (Uruguay)
Le Parti des travailleurs (en espagnol Partido de los Trabajadores, PT) est un parti politique uruguayen d’orientation trotskiste fondé en 1984.

Il est membre de la Comité de coordination pour la refondation de la Quatrième Internationale.

## Présentation
Le PT a été fondé en 1984 par le groupe trotskiste Socialismo Revolucionario (Socialisme Révolutionnaire) afin de pouvoir participer aux élections générales. Le groupe Socialismo Revolucionario avait lui-même été fondé par des militants de gauche opposé à la dictature militaire et déçus de l’action du Front large.

Pour sa premières participation à une élection, le PT a recueilli 487 voix soit 0,03 % des suffrages. 
Les adhérents et militants du PT sont majoritairement issus du secteur bancaire et du secteur de la construction. Son candidat à l’élection présidentielle de 2004, Rafael Fernández Rodríguez, était ainsi un militant syndical du secteur bancaire.

Le parti publie de manière bimensuelle le journal Tribuna de los Trabajadores (Tribune des travailleurs). Il dispose aussi d’une organisation de jeunesse dénommée Juventud Revolucionaria (Jeunesse Révolutionnaire).

## Référence
1. ↑  « corteelectoral.gub.uy/gxpfiles… »(Archive.org • Wikiwix • Archive.is • Google • Que faire ?).